# Lambert fühlt sich bedroht
Lambert fühlt sich bedroht ist ein österreichischer Kriminalfilm aus dem Jahre 1948 von Géza von Cziffra mit Curd Jürgens und Hannelore Schroth in den Hauptrollen.

## Handlung
Herr Lambert ist ein sonderbarer und etwas kauziger älterer Herr, der ein einsam gelegenes und etwas verwunschen wirkendes Haus auf einem abgeschiedenen Eiland bewohnt. Seit geraumer Zeit ist er von der fixen Idee besessen, dass ihm jemand nach dem Leben trachtet. Bei dem Mörder in spe soll es sich um den ehemaligen Geschäftsfreund Harry Potter handeln. Lambert benachrichtigt, mit der Bitte um Polizeischutz, die Kripo, die daraufhin den smarten Kommissar Roland entsendet. Der Pfeife schmauchende Beamte geht den Spuren im Haus im Nebel gewissenhaft nach, muss aber bald feststellen, dass längst nicht alles, was Herr Lambert so sagt, der Wahrheit entspricht. Bald geschehen allerlei merkwürdige Vorfälle in Lamberts Haus: Erst wird dessen Safe aufgebrochen, dann der alte Hausarzt erschossen aufgefunden. Als es dann noch eine weitere Leiche gibt, ahnt Roland, dass er von Lambert ganz offensichtlich in die Irre geführt werden soll. Denn der angeblich bedrohende Jugendfreund ist er selbst, und der hat unter den Augen der Polizei längst eine neue Identität angenommen …

## Produktionsnotizen
Die Dreharbeiten zu Lambert fühlt sich bedroht begannen am 1. Mai 1948 und endeten im August desselben Jahres. Gefilmt wurde in Pörtschach am Wörthersee, am Ossiacher See und im Atelier von Wiener Schönbrunn. Die Uraufführung erfolgte am 4. März 1949 in Wien, die deutsche Premiere war am 28. September 1951 in Frankfurt am Main. Hier wurde der Streifen auch unter dem Titel Das Haus im Nebel gezeigt. Die bundesrepublikanische Fernsehpremiere fand am 20. Juni 1964 in der ARD statt.
Carl Hofer übernahm die Produktionsleitung. Fritz Jüptner-Jonstorff entwarf die Filmbauten. Otto Untersalmberger kümmerte sich um den Ton.
Für Teddy Bill und Hans Waschatko, der bereits im November 1948 verstarb, war Lambert fühlt sich bedroht der letzte Film.

## Kritiken
“Der Film ist ein sonderbares Kleinod unter den österreichischen Kriminalfilmen der Nachkriegszeit. Auf unterhaltsam-charmante Weise bedient sich Regisseur und Autor Géza von Cziffra an Versatzstücken aus dem Horror-, Grusel- und Krimigenre und gefällt sich im Auslegen falscher Fährten, die immer wieder in einer Sackgasse zu enden scheinen. Nichts ist so wie es scheint in diesem Krimi: Von wem wird der kauzige Herr Lambert bedroht? Kann man der schlagfertigen Krankenschwester trauen? Aber beide sind sich einig: Einen Kriminalkommissar haben sie sich ganz anders vorgestellt.”
Im Lexikon des Internationalen Films heißt es: „Unansehnliche Nachahmung englischer Kriminalfilme mit schleppender Spannung, bei der nur die überraschende Auflösung interessiert.“